# Rivula atimeta
Rivula atimeta är en fjärilsart som beskrevs av Swinhoe 1905. Rivula atimeta ingår i släktet Rivula och familjen nattflyn. Inga underarter finns listade.